# الرجل الغامض بسلامته (فلم)
الرجل الغامض بسلامته فيلم مصري من إنتاج سنة 2010، تأليف بلال فضل وإخراج محسن أحمد ومن بطولة هاني رمزي، ونيللي كريم. وتاريخ عرضه يوافق عشية عيد الفطر لسنة 1431 هـ.

## القصة
تدور أحداث الفيلم حول «شاب» (هاني رمزي) يضطر للكذب في بداية حياته نتيجة للظروف الصعبة التي يعيشها وبمرور الوقت يصدق الجميع كذبته، ولا يستطيع التراجع عنها، ورغم عمله كموظف في القطاع الخاص إلا أنه يراسل عدداً من الجهات الحكومية يطالبها بحل عدد من الأزمات العامة مثل «الرغيف» و«البطالة» و«أزمة الإسكان» وبعد فترة تحدث مفاجأة ويصبح مشهورا.

## طاقم التمثيل

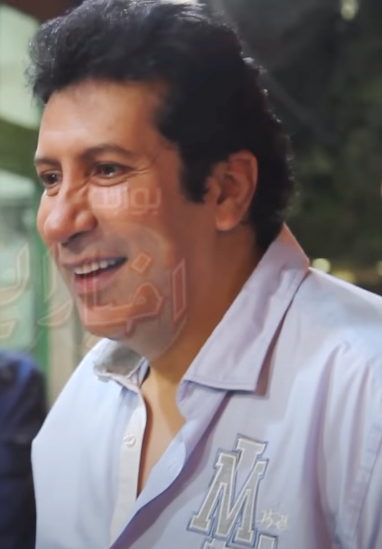
هاني رمزي (2016)

| الممثل          | الدور              |
| --------------- | ------------------ |
| هاني رمزي       | عبد الراضي         |
| نيللي كريم      | لميس               |
| حسن حسني        | رئيس مجلس الوزراء  |
| فريال يوسف      | سميرة شهدان        |
| مروة حسين       | بطة                |
| شعبان حسين      | والد عبد الراضي    |
| حنان يوسف       | والدة عبد الراضي   |
| أشرف زكي        | وزير الاستثمار     |
| يوسف داود       | السفير             |
| وفاء سالم       | والدة لميس         |
| عمر الحريري     | القاضي             |
| صبري عبد المنعم | مدير شركة الألبان  |
| حجاج عبد العظيم | ضابط شرطة          |
| سعيد الصالح     | عامل بشركة الألبان |
| خيري رمضان      | بشخصه              |

## روابط خارجية
- مقالات تستعمل روابط فنية بلا صلة مع ويكي بيانات